# Porcellionides pruinosus
Porcellionides pruinosus är en kräftdjursart som först beskrevs av Brandt 1833.  Porcellionides pruinosus ingår i släktet Porcellionides och familjen Porcellionidae.

## Underarter
Arten delas in i följande underarter:
- P. p. albosignatus
- P. p. flavobrunneus
- P. p. waechtleri
- P. p. ribauti
- P. p. ischianus
- P. p. corcyraeus
- P. p. burdurensis
- P. p. argolicus
- P. p. anconanus
- P. p. pruinosus

## Bildgalleri

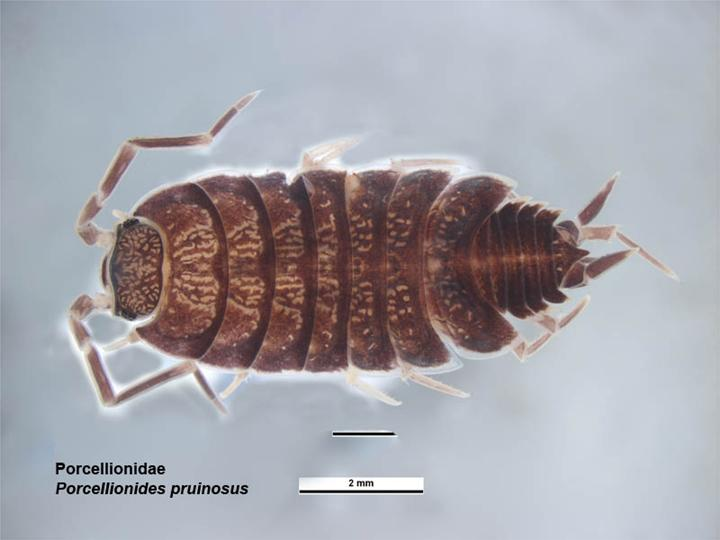